# Ta'lab

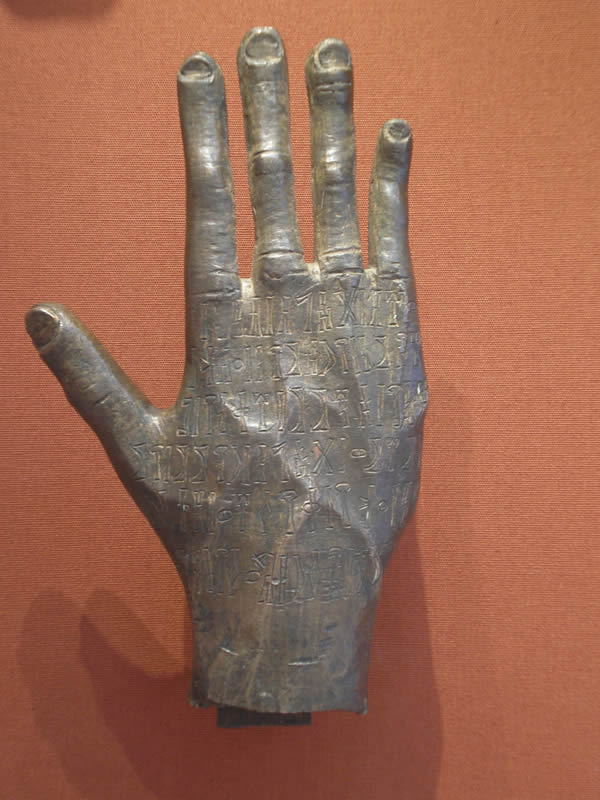
Mão de bronze inscrita com dedicatória em língua Himiarita ao deus Ta'lab, Museu Britânico Séculos II a III

Ta'lab era uma divindade lunar cultuada na Arábia pré-islâmica, particularmente no reino de Sabá, e seu nome parece significar "capricórnio". Por ser considerado, também, um deus-adivinho, era consultado para se obter conselhos.